# TV Norge HD
TV Norge HD är en norsk TV-kanal. Kanalen var den första norske TV-kanalen med hdtv-sändningar. TV Norge HD påbörjade sändningarna 3 oktober 2008 och har samma programtablå som TV Norge. Program som inte är tillgängliga i HD sänds i standardupplöst television (detta gäller främst äldre program).
TV Norge HD hade planer på att sända 71 grader nord i HD samma höst som kanalen lanserades, som en del av HD-satsingen, men på grund av de ekonomiska kostnaderna det skulle medföra att köpa in små, flexibla HD-kameror (som man hade behov av) fullföljdes inte dessa planer.